# Harmandüzü, Kızıltepe
Harmandüzü là một xã thuộc huyện Kızıltepe, tỉnh Mardin, Thổ Nhĩ Kỳ. Dân số thời điểm năm 2010 là 478 người.